# Crufts
Crufts är världens största hundevent i sitt slag, som årligen arrangeras i Birmingham, England, under fyra dagar i början av mars. Eventet är centrerat till en av världens största hundutställningar, men programmet innehåller också en stor företagsmässa med hundrelaterade varor och tjänster liksom tävlingar i agility, lydnad, flyball och heelwork to music (att gå fot till musik). Värd för arrangemanget är the Kennel Club.  

## Best in Show-vinnare (sedan 2002)
| År   | Hundras                      | Hund                                     | Klass    |
| ---- | ---------------------------- | ---------------------------------------- | -------- |
| 2014 | Pudel (stor)                 | Ch/Am Ch. Afterglow Maverick Sabre       | Utility  |
| 2013 | Petit basset griffon vendéen | Ch. Soletrader Peek A Boo                | Hound    |
| 2012 | Lhasa apso                   | Ch. Zentarr Elizabeth                    | Utility  |
| 2011 | Flatcoated retriever         | Sh Ch. Vbos The Kentuckian               | Gundog   |
| 2010 | Ungersk vizsla               | Sh Ch/Aust Ch. Hungargunn Bear It'n Mind | Gundog   |
| 2009 | Sealyhamterrier              | Am/Can/Su Efbe's Hidalgo At Goodspice    | Terrier  |
| 2008 | Riesenschnauzer              | Ch Jafrak Philippe Olivier               | Working  |
| 2007 | Tibetansk terrier            | Ch & Am Ch Araki Fabulous Willy          | Utility  |
| 2006 | Australian shepherd          | Am Ch Caitland Isle Take A Chance        | Pastoral |
| 2005 | Norfolkterrier               | Ch & Am Ch Cracknor Cause Celebre        | Terrier  |
| 2004 | Whippet                      | Ch Cobyco Call The Tune                  | Hound    |
| 2003 | Pekingese                    | Ch Yakee A Dangerous Liaison             | Toy      |
| 2002 | Pudel (stor)                 | Ch & Nord Ch Topscore Contradiction      | Utility  |